# 907

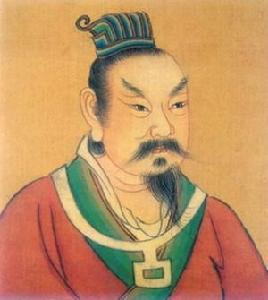
Keizer Taizu (Zhu Wen) (907 - 912)

Het jaar 907 is het 7e jaar in de 10e eeuw volgens de christelijke jaartelling.

## Gebeurtenissen

### Byzantijnse Rijk
- Oleg de Wijze, de Varangische heerser van het Kievse Rijk, bedreigt vanaf de Bosporus met een Russische vloot (2000 schepen) Constantinopel. Hij stuurt een delegatie naar de hoofdstad en sluit met keizer Leo VI een handelsovereenkomst. Hierdoor breiden de Varjagen via de Russische rivieren (Dnjepr, Don en Wolga) hun handel verder uit, afgewisseld met plundertochten.

### Europa
- Zomer - De Magyaren onder bevel van Árpád verslaan bij Bratislava (huidige Slowakije) het Oost-Frankische leger (ca. 60.000 man). Tijdens de driedaagse veldslag sneuvelen Luitpold, hertog van Beieren, 3 bisschoppen en 19 graven. De Magyaren vernietigen het Groot-Moravische Rijk.
- Arnulf I volgt zijn vader Luitpold op als hertog van Beieren. Hij krijgt de taak om het Oost-Frankische leger opnieuw op te bouwen; om dit te financieren confisqueert Arnulf op grote schaal kerkelijke bezittingen. Het nieuwe leger krijgt meer cavalerie om de Magyaren beter te bestrijden.
- Zoltán volgt zijn vader Árpád op als heerser van de Magyaren. Zijn leiderschap heeft weinig te betekenen, omdat de werkelijke macht bij de stamhoofden ligt.
- Spytihněv I, een leenheer (vazal) van het Oost-Frankische Rijk, sticht het hertogdom Bohemen en komt door zijn bewind steeds meer in de Frankische invloedssfeer.
- Æthelflæd van Mercia, een dochter van Alfred de Grote, laat de stad Chester (Noordwest-Engeland) versterken tegen Vikingaanvallen. (waarschijnlijke datum)
- Eerste schriftelijke vermelding van Tsjernihiv (huidige Oekraïne).

### China
- Einde van de Tang-dynastie: De 15-jarige Aidi wordt door Zhu Wen afgezet als keizer van het Chinese Keizerrijk. Zhu proclameert zijn eigen dynastie. Begin van de periode van de Vijf Dynastieën en Tien Koninkrijken: In het noordoosten heerst de Liao-dynastie, een niet-Chinese dynastie.

## Geboren
- Bertha, koningin van Bourgondië (waarschijnlijke datum)
- Willem I, hertog van Normandië (waarschijnlijke datum)

## Overleden
- 7 mei - Boris I, heerser (knjaz) van het Bulgaarse Rijk
- 4 juli - Luitpold, hertog van Beieren
- Árpád, vorst van de Magyaren
- Gisela, Frankisch edelvrouw en abdis